# 12359 Cajigal
12359 Cajigal este un asteroid din centura principală de asteroizi.

## Descriere
12359 Cajigal este un asteroid din centura principală de asteroizi. A fost descoperit pe 22 septembrie 1993 la Mérida de Orlando A. Naranjo Villarroel. Asteroidul prezintă o orbită caracterizată de o semiaxă mare de 3,20 ua, o excentricitate de 0,16 și o înclinație de 0,9° în raport cu ecliptica.